# Comparación entre el esperanto y el ido
Las lenguas planificadas esperanto e ido tienen un pasado común, pero han evolucionado de forma separada, lo que se traduce en una serie de diferencias. El ido fue inventado en el siglo XX después de un cisma en el movimiento esperantista entre aquellos que creían que el esperanto era casi lo suficientemente bueno, pero que tenía características inherentes vistas por ellos como errores que le impidieron ser una propuesta adecuada para ser la lengua auxiliar internacional, y los que creían que el esperanto era suficiente bueno tal como era, y que retocar sin fin la lengua solo serviría para debilitarla. Las dos lenguas son aún muy cercanas, y hasta cierto punto son mutuamente inteligibles. Una obra que fue escrita en italiano contaba con un diálogo en dos dialectos diferentes de la lengua italiana; esta obra ha sido traducida usando al esperanto y el ido como esos dos dialectos. Al igual que los dialectos a menudo sirven como fuentes de nuevas palabras a través de la literatura de las lenguas étnicas, el ido ha contribuido con muchos neologismos del esperanto (especialmente en los sustitutos de palabras poéticas largas con el prefijo mal).

## Historia
La historia del esperanto y su relación con el ido esta llena de una evidente rivalidad y de traición, así como una buena cantidad de malentendidos. Muchos esperantistas se sintieron traicionados por el movimiento ido, y muchos idistas sienten que su lengua no recibe el respeto que se merece. En 1900, Louis Couturat, después de correspondencias inicial con el fundador del esperanto L.L Zamenhof creó la Delegación para la Adopción de una Lengua Auxiliar Internacional. En 1907, en Viena, la delegación se reunió para elegir un idioma internacional auxiliar al que darle su aprobación, entre los muchos candidatos que se habían tomado en cuenta. La mayoría de los esperantistas asumió que el esperanto ganaría fácilmente. Sin embargo, cuando Couturat presentó su propio proyecto personal, una serie de reformas al esperanto, que eventualmente se convertiría en lo que hoy es el ido, y exigió una respuesta dentro de un mes, muchos en el movimiento esperantista se sintieron traicionados. Algunos incluso acusaron a Couturat y su colega Luis Marqués de Beaufront de una conspiración, diciendo que la delegación internacional fue simplemente una excusa para proponer el ido. Los idistas tienden a ver las cosas de manera diferente. Señalan que muchos de los cambios hechos al ido fueron cambios propuestos al esperanto originalmente propuestos por la Reformada de Zamenhof al esperanto, que fueron finalmente rechazadas por la mayoría de los hablantes de la lengua. Los idistas percibían que el esperanto era defectuoso en muchos aspectos, y que en lugar de una conspiración contra el lenguaje, las propuestas presentadas por Courutat eran simplemente las muy necesarias mejoras al idioma.

## Comparación lingüística
El esperanto se basa en el Fundamento de Esperanto de L. L. Zamenhof, mientras que la gramática del ido se explica en el "Kompleta Gramatiko Detaloza di la Linguo Internaciona Ido".

### Morfología
La morfología es una de las mayores diferencias entre los dos idiomas. Ambas lenguas tienen las mismas reglas gramaticales sobre los nombres (que terminan con -o), adjetivos (que terminan con -a) y en muchos otros aspectos. Sin embargo, la relación entre los sustantivos, verbos y adjetivos se sometieron a una serie de cambios en el ido, basado en el principio de la reversibilidad. En los dos idiomas se puede ver una relación directa entre las palabras Multa "muchos" y Multo "multitud", simplemente cambiando el adjetivo -a con una o nominal, y al revés. Algunas diferencias de menor importancia son la pérdida de un acuerdo adjetivo, y el cambio del plural en esperanto -j que se añade al final del sustantivo y el adjetivo de la palabra en plural, por una -i que reemplaza la -o del sustantivo y no afecta al adjetivo. Por lo tanto, el esperanto belaj hundoj ("perros hermosos") se convierte en ido a bela hundi. El ido también tiene la terminación -n para el objeto directo, pero solo en oraciones donde el sujeto precede al objeto, por lo que el esperanto mi amas la belajn hundojn ("Yo amo a los perros hermosos") se convierte en ido en me amas la bela hundi.
Sin embargo, los esperantistas señalan que el uso del objeto directo en todas las ocasiones permite en el esperanto una mayor libertad en el orden de las palabras. Las mayores diferencias surgen, sin embargo, con las derivaciones de muchas palabras. Por ejemplo, en esperanto, la palabra Krono significa "corona", y mediante la sustitución de la terminación -o por -i, se deriva en el verbo Kroni "coronar". Sin embargo, si se comienza con el verbo Kroni, "coronar", y se sustituye la -i verbal con el valor nominal -o, el resultado no sería "Coronación", sino más bien la original "coronar". Esto se debe a que la raíz Kron- es de por sí una palabra, con la terminación -o la palabra simplemente significa que es la misma cosa, mientras que con la verbal -i significa una acción realizada con la cosa (en este caso coronar). Para obtener el nombre para el desempeño de la acción, es necesario utilizar el sufijo -ado, que conserva la idea verbal. entonces Kronado seria Coronación.Por lo tanto, es necesario saber a qué parte de la oración pertenece cada raíz en esperanto.
El ido introdujo una serie de sufijos en un intento de aclarar la morfología de una palabra dada, de modo que la parte de la raíz de la expresión no tendría que ser memorizada. En el caso de la palabra krono "corona", el sufijo -izar "para cubrir con" se añade para crear el verbo kronizar "coronar". A partir de este verbo es posible eliminar la verbal -ar y sustituirla por una -o nominal, creando así la palabra kronizo "coronación". Al no permitir que un sustantivo sea utilizado como verbo, como en esperanto, en ido las raíces verbales pueden ser reconocidas sin necesidad de memorizarlas. Sin embargo, esta solución sólo es parcial, y con otras derivaciones aún es necesario conocer las partes de la oración de las raíces en ido.

### Vocabulario
Aunque tanto el esperanto y el ido comparten una gran cantidad de vocabulario, hay muchas diferencias importantes. El ido utiliza el alfabeto latino de veintiséis letras en su totalidad sin ningún tipo de caracteres especiales o signos diacríticos. Por el contrario, en el esperanto se eliminan las «innecesarias» letras ⟨q⟩, ⟨w⟩ ⟨x⟩ y ⟨y⟩ y se añaden ⟨ĉ⟩, ⟨ĝ⟩, ⟨ĥ⟩, ⟨ĵ⟩, ⟨ŝ⟩ y ⟨ŭ⟩. Sin embargo, el ido carece de la correspondencia unívoca entre las letras y fonemas que el esperanto posee, utilizando los tres dígrafos ⟨qu⟩, ⟨sh⟩ y ⟨ch⟩. La correspondencia unívoca se ha adoptado en esperanto para facilitar el aprendizaje de la pronunciación y lectura del texto escrito. El Fundamento de Esperanto permite el uso de los dígrafos ⟨ch⟩, ⟨gh⟩, ⟨hh⟩, ⟨jh⟩, ⟨sh⟩ y el ⟨u⟩ de una sola letra en lugar de los diacríticos ordinarios del esperanto cuando estos no están disponibles (por ejemplo en máquinas de escribir o computadores antiguos). También es muy usado, en especial en computadores el uso de ⟨cx⟩, ⟨gx⟩, ⟨hx⟩, ⟨jx⟩, ⟨sx⟩ y ⟨ux⟩ para reemplazas las letras diacríticas del esperanto; sin embargo, no es un sistema oficial. Los creadores del ido sentían que gran parte del esperanto era no reconocible internacionalmente, o que estaba deformado innecesariamente, y tenían como objetivo corregir esto con más raíces «internacionales» o «correctas», esto a veces a costa de sacrificar el proceso simple del esperanto de construcción de palabras. A continuación se dan algunos ejemplos, primero en esperanto, luego en ido, inglés, francés, alemán, italiano, español y portugués, para comparar lingüísticamente:
| Esperanto | Ido         | Español          | Portugués     | Italiano      | Francés       | Inglés      | Alemán         |
| --------- | ----------- | ---------------- | ------------- | ------------- | ------------- | ----------- | -------------- |
| bubalo    | bufalo      | búfalo           | búfalo        | bufalo        | buffle        | buffalo     | Büffel         |
| ĉelo      | celulo      | célula           | célula        | cellula       | cellule       | cell        | Zelle          |
| ĉirkaŭ    | cirkum      | alrededor        | cerca de      | circa         | autour de     | around      | ungefähr/circa |
| dediĉi    | dedikar     | dedicar          | dedicar       | dedicare      | dédier        | to dedicate | widmen         |
| edzo      | spoz(ul)o   | esposo           | esposo        | sposo         | époux         | husband     | Ehemann        |
| elasta    | elastika    | elástico         | elástico      | elastico      | élastique     | elastic     | elastisch      |
| estonteco | futuro      | futuro           | futuro        | futuro        | futur         | future      | Zukunft        |
| kaj       | e(d)        | y/e              | e             | e(d)          | et            | and         | und            |
| lernejo   | skolo       | escuela          | escola        | scuola        | école         | school      | Schule         |
| limo      | limito      | límite           | limite        | limite        | limite        | limit       | Limit          |
| maĉi      | mastikar    | masticar         | mastigar      | masticare     | mâcher        | to chew     | kauen          |
| mencii    | mencionar   | mencionar        | mencionar     | menzionare    | mentionner    | to mention  | erwähnen       |
| nacio     | naciono     | nación           | nação         | nazione       | nation        | nation      | Nation         |
| penti     | repentar    | arrepentirse     | arrepender-se | pentirsi      | repentir      | to repent   | bereuen        |
| ŝipo      | navo        | barco/nave/navío | barco/navío   | barca         | bateau/navire | ship        | Schiff         |
| taĉmento  | detachmento | destacamento     | destacamento  | distaccamento | détachement   | detachment  | Trennung       |
| vipuro    | vipero      | víbora           | víbora        | vipera        | vipère        | viper       | Viper          |

Nótese que tres de los idiomas elegidos en esta tabla son lenguas romances y que el inglés también ha tenido grandes influencias del francés y el latín. En comparación, el esperanto es algo más influenciado por el vocabulario y la semántica alemana y eslava (como en el caso del prefijo mal-) y tiene más prioridad sobre la composición de palabras con afijos.

### Gramática

#### Afijos
El ido desalienta el uso del prefijo "mal-" (para crear una palabra con el significado opuesto) del esperanto, para ser usada como un prefijo, ya que tiene un significado negativo en muchos idiomas, y presenta des- como una alternativa en esos casos. El ido también utiliza una serie de palabras opuestas, en lugar de un prefijo. Por ejemplo, en lugar de malbona ("malo", lo opuesto de bona "bueno"), el ido utiliza mala, o en lugar de mallonga ("corto", lo opuesto a longa, "largo"), kurta. La comprensión auditiva también fue dada como una razón: el principal libro de gramática en ido dice que una de las razones para la adopción de la raíz latina "sinistra" para "izquierda" en lugar de maldextra (mal, más la palabra Dextra, o dekstra para "derecha ") es que a menudo sólo las dos últimas sílabas se pueden escuchar al gritar órdenes. El esperanto ha desarrollado formas alternativas para muchas de estas palabras (por ejemplo, Liva para maldekstra), pero la mayoría de estos son raramente utilizados en condiciones normales de uso.
La mayoría de las palabras del esperanto son neutrales al género ("tabla", "hierba", etc.) Sin embargo, el esperanto asume el género masculino por defecto en otras palabras, sobre todo palabras que tratan de las relaciones familiares, profesionales y algunos animales. Estas palabras se pueden hacer femeninas con el uso del sufijo femenino -ino. En ido no existe género por defecto de raíz de las palabras normales, y simplemente se añade el sufijo correspondiente masculino o femenino, sólo cuando se desee. Por ejemplo, Frato significa "hermano(masculino)" en esperanto, pero "hermano (sin diferencia de sexo)" en ido. El ido utiliza el sufijo -ino ("femenino", que se utiliza como en esperanto) y -ulo ("masculino", que no debe confundirse con el mismo sufijo en esperanto, que significa "persona"). Así, hermana es Fratino (igual que en esperanto), pero hermano es Fratulo. "Hermano" y otras formas de género neutro son especialmente difíciles en esperanto, ya que el esperanto simplemente no tiene una palabra para las formas de género neutro. El esperanto tiene, sin embargo, un prefijo que indica "los dos sexos juntos": ge-. De esta manera, Patro significa "padre" Patrino "madre" y gepatro significa "padre(sin diferencia de sexo)".
Hay un sufijo no oficial en esperanto, que significa dar a la palabra sexo masculino, -iĉo (véase la reforma de género en el esperanto) También hay un prefijo oficial existente, vir-. con el mismo significado. Existen algunas excepciones en el sistema de género ido que se ha descrito anteriormente, esas excepciones evitan su sistema de sufijos, para lo cual se decidió que las palabras femeninas eran mucho más reconocible para sus lenguas de origen: viro ("hombre"), muliero ("mujer"), Patro ("padre"), y Matro ("madre"). En ido también se usa el prefijo "ge-", gepatro en ido significa lo mismo y se escribe igual que en esperanto gepatro, "padre (sin diferencia de sexo)"; genitori significa "padres" igual que el Inglés "Parents", no haciendo ninguna implicación de que género sea. Muchas otras palabras en ido, como amiko (amigo), siguen el sistema de esperanto de afijos, estas palabras suelen ser neutrales en esperanto, así como ido.

#### Correlativos
El esperanto adopta un esquema regular de correlativos organizado como una tabla. En lugar de eso, el ido adopta especialmente raíces derivadas del latín, que son más reconocibles para los hablantes de las lenguas romances, pero que no forman un sistema regular.
El esperanto kio es igual al ido quo, "qué"; el esperanto tie idéntico al ido ibe, etc.
|             |     | Pregunta ("Cuál")    | Indicación ("Ese")             | Indefinido ("Algún")           | Universal ("Todo")                 | Negativo ("No")                     |
| ki–         | ti– | i–                   | ĉi–                            | neni–                          |                                    |                                     |
| Cualidad    | –a  | cuál kia quala       | tal, igual, semejante tia tala | algún ia ulspeca               | cada, todo ĉia omnaspeca           | ningún nenia nulspeca               |
| Causa       | –al | por qué kial pro quo | por eso tial konseque          | por alguna causa ial ulakauze  | por toda causa ĉial omnakauze      | por ningún motivo nenial nulakauze  |
| Tiempo      | –am | cuándo kiam kande    | entonces tiam lore             | alguna vez iam ulatempe        | siempre ĉiam sempre                | nunca neniam nultempe               |
| Lugar       | –e  | dónde kie ube        | allá, ahí tie ibe              | en algún lugar ie ulube/ulloke | en todos lados ĉie omnube/omnaloke | en ningún lado nenie nulube/nulloke |
| Modo        | –el | cómo kiel quale      | así, tan tiel tale             | de algún modo iel ule          | de todos los modos ĉiel omne       | de ningún modo neniel nule          |
| Pertenencia | –es | de quién kies di quo | de ése ties di to              | de alguien ies di ulu          | de todos ĉies di omnu              | de nadie nenies di nulu             |
| Objeto      | –o  | qué kio quo          | eso tio to                     | algo io ulo                    | todo ĉio omno                      | nada nenio nulo                     |
| Cantidad    | –om | cuánto kiom quanta   | tanto tiom tanta               | algo, un poco iom ulquanta     | todo ĉiom omnaquanta               | nada neniom nulquanta               |
| Persona     | –u  | quién kiu qua        | ése tiu ta                     | alguien iu ulu, ula            | cada uno, todos ĉiu omnu, omna     | nadie neniu nulu, nula              |

## Nombres propios
En esperanto se puede o no "esperantizar" los nombres propios, dependiendo de muchos factores. Los nombres europeos más estándares tienen nombre en esperanto, al igual que muchas grandes ciudades y naciones. El ido, por el contrario, trata la mayoría de los nombres propios como palabras extranjeras y no las traduce.

### Nombres personales
La mayoría de los nombres europeos tienen equivalentes en esperanto, como 'Juan' Johano, 'Alexander' Aleksandro, entre otros. Algunos hablantes de esperanto optan por tomar un nombre totalmente asimilado, o ajustan por lo menos la ortografía de su nombre al alfabeto del esperanto. Otros dejan su nombre, sin ninguna modificación.
Esto se considera como una opción personal, y la Academia de Esperanto oficialmente proclamó que "toda persona tiene derecho a conservar su nombre auténtico en su ortografía original, siempre y cuando se escriba en caracteres latinos." Los nombres personales en ido, por el contrario, siempre se quedan sin modificar.

### Nombres de lugares
La mayoría de los países tienen sus propios nombres en esperanto. El sistema de derivación, sin embargo, a veces es complejo. Cuando el país lleva el nombre de un grupo étnico, la raíz principal significa una persona de ese grupo: anglo es un inglés, franco es un francés. Originalmente, los nombres de los países fueron creados por la adición del sufijo -ujo  (sufijo "contenedor"), por lo tanto, Inglaterra y Francia quedarían Anglujo y Francujo respectivamente (literalmente," contenedor de ingleses / franceses "). Más recientemente, muchos esperantistas han adoptado -io como sufijo, lo que origina nombres más acordes con la práctica habitual internacional (y de menor apariencia extraña): Anglio, Francio, sin embargo, sigue siendo un sufijo no oficial. En el Nuevo Mundo, donde los ciudadanos llevan el nombre de su país, el nombre del país es la palabra principal, y sus habitantes se derivan de él: Kanado ("Canadá"), kanadano ("canadiense"). Los nombres de las ciudades pueden o no tener un equivalente en esperanto: Londono para Londres ", Nov-Jorko para Nueva York, Kolonjo para Colonia en Alemania. Los nombres de lugares que carecen de un amplio reconocimiento, o los que serían malinterpretados más allá del círculo a los que les es familiar el lugar, por lo general permanecen en su forma nativa: Cannes suele traducirse al esperanto como Cannes.
En ido, los nombres de países deben ajustarse a la ortografía de la lengua pero por lo demás no se modifican: Europa, Peru, Amerika. Los nombres de ciudades son tratados como palabras extranjeras, excepto cuando un sustantivo o un adjetivo normal forme parte del nombre en sí: Nov-York (nov para nova, o "nuevo", pero el nombre del lugar York no se cambia como en esperanto "Nov-Jorko"). Esto no es una regla estricta, New York también es aceptable al igual que en español a veces se dice New Orleans en lugar de Nueva Orleans.

## Número de hablantes
Para el esperanto se estiman aproximadamente 100.000 a 2 millones de hablantes con fluidez. Las estimaciones para el número de hablantes de ido también están lejos de ser exactas, pero se calculan entre unos 500 a unos pocos miles de personas. También es importante tener en cuenta la distinción entre el número de hablantes en comparación con el número de partidarios. Los dos idiomas se parecen lo suficiente como para que un par de semanas de estudio permita comprender al otro con poca dificultad, y hay un número de personas que han aprendido ido por solo curiosidad, pero prefieren apoyar el mayor movimiento Esperantista y viceversa.
El número de participantes en las conferencias internacionales respectivos es también muy diferente. En el esperanto las conferencias tienen en promedio de 2000 a 3000 participantes cada año, mientras que las conferencias de ido solo han tenido de 13 a 25 participantes en la última década. Cada idioma tiene una serie de conferencias regionales durante el año sobre una base mucho menos formal, y con asistencias más pequeñas.

## Pequeños textos comparados

### Declaración Universal de los Derechos Humanos(artículo 1º)
| Versión en esperanto: Universala Deklaracio de Homaj Rajtoj: Ĉiuj homoj estas denaske liberaj kaj egalaj laŭ digno kaj rajtoj. Ili posedas racion kaj konsciencon, kaj devus konduti unu al alia en spirito de frateco. | Versión en ido: Universal Deklaro di Homal Yuri: Omna homi naskas libera ed egala relate digneso e yuri. Li es dotita per raciono e koncienco e devas agar vers l'una l'altra en spirito di frateso. |

### Padre nuestro
| Versión en esperanto: Patro nia, kiu estas en la ĉielo, Via nomo estu sanktigita. Venu Via regno, plenumiĝu Via volo, kiel en la ĉielo, tiel ankaŭ sur la tero. Nian panon ĉiutagan donu al ni hodiaŭ. Kaj pardonu al ni niajn ŝuldojn, kiel ankaŭ ni pardonas al niaj ŝuldantoj. Kaj ne konduku nin en tenton, sed liberigu nin de la malbono. Amen. | Versión en ido: Patro nia, qua esas en la cielo, tua nomo santigesez; tua regno advenez; tua volo facesez quale en la cielo, tale anke sur la tero. Donez a ni cadie l'omnadiala pano, e pardonez a ni nia ofensi, quale anke ni pardonas a nia ofensanti, e ne duktez ni aden la tento, ma liberigez ni del malajo. Amen. |